# Spathiphyllum mawarinumae
Spathiphyllum mawarinumae là một loài thực vật có hoa trong họ Ráy (Araceae). Loài này được G.S.Bunting miêu tả khoa học đầu tiên năm 1988.